# وودلین، نیوجرسی
وودلین (به انگلیسی: Woodlynne) شهری در ایالت نیوجرسی کشور ایالات متحده آمریکا است که جمعیت آن در سرشماری سال ۲۰۱۰ میلادی، ۲٬۹۷۸ نفر بوده‌است.